# Отрадное (платформа, Москва)
Отра́дное — платформа закрытой ветки Бескудниково — Лосиноостровская в Москве.
Располагалась в конце улицы Декабристов, у её перехода в Сельскохозяйственную улицу. Возле платформы имелось путевое развитие в промзону «Карантин ВДНХ».
На территории гаражной стоянки до настоящего времени (2025) сохранился одноэтажный павильон для пассажиров с билетной кассой. 

Это единственная сохранившаяся постройка всей Бескудниковской ветки.
Автобусная остановка вблизи платформы, ранее называвшаяся «Платформа Отрадное», переименована в «Отрадное».